# La Breya
La Breya är en bergstopp i Schweiz.   Den ligger i distriktet Entremont och kantonen Valais, i den sydvästra delen av landet, 110 km söder om huvudstaden Bern. Toppen på La Breya är 2 374 meter över havet, eller 85 meter över den omgivande terrängen. Bredden vid basen är 0,31 km.
Terrängen runt La Breya är mycket bergig. Närmaste större samhälle är Martigny, 9,5 km norr om La Breya. 
I omgivningarna runt La Breya växer i huvudsak blandskog. Runt La Breya är det glesbefolkat, med 12 invånare per kvadratkilometer.